# L'Aveu (Guy de Maupassant)
L'Aveu is een novelle van Guy de Maupassant uit 1884. Jules Croiset vertelde dit verhaal in het luisterboek Luchtige Verhalen van de Franse romanschrijver. 

## Verhaal
Céleste Malivoire is een jonge boerendeerne die haar moeder na het melken van de koeien bekent dat ze zwanger is van de koetsier Polyte. Die heeft haar iedere zaterdag met haar producten naar de markt gebracht en opgehaald met zijn koets en zijn oude witte knol Cocot. Uit gierigheid is ze ingegaan op het aanbod van de dikke koetsier om in ruil voor een "lolletje" gratis met hem mee te rijden. Haar verhaal doet haar moeder in blinde woede ontsteken. Ze slaat haar dochter overal waar ze haar kan raken. Maar nadat ze gekalmeerd is, raadt ze haar dochter aan om niets over haar zwangerschap aan Polyte te vertellen zodat ze nog zeker zes maanden gratis met hem kan blijven rijden. 